# Рановий ексудат

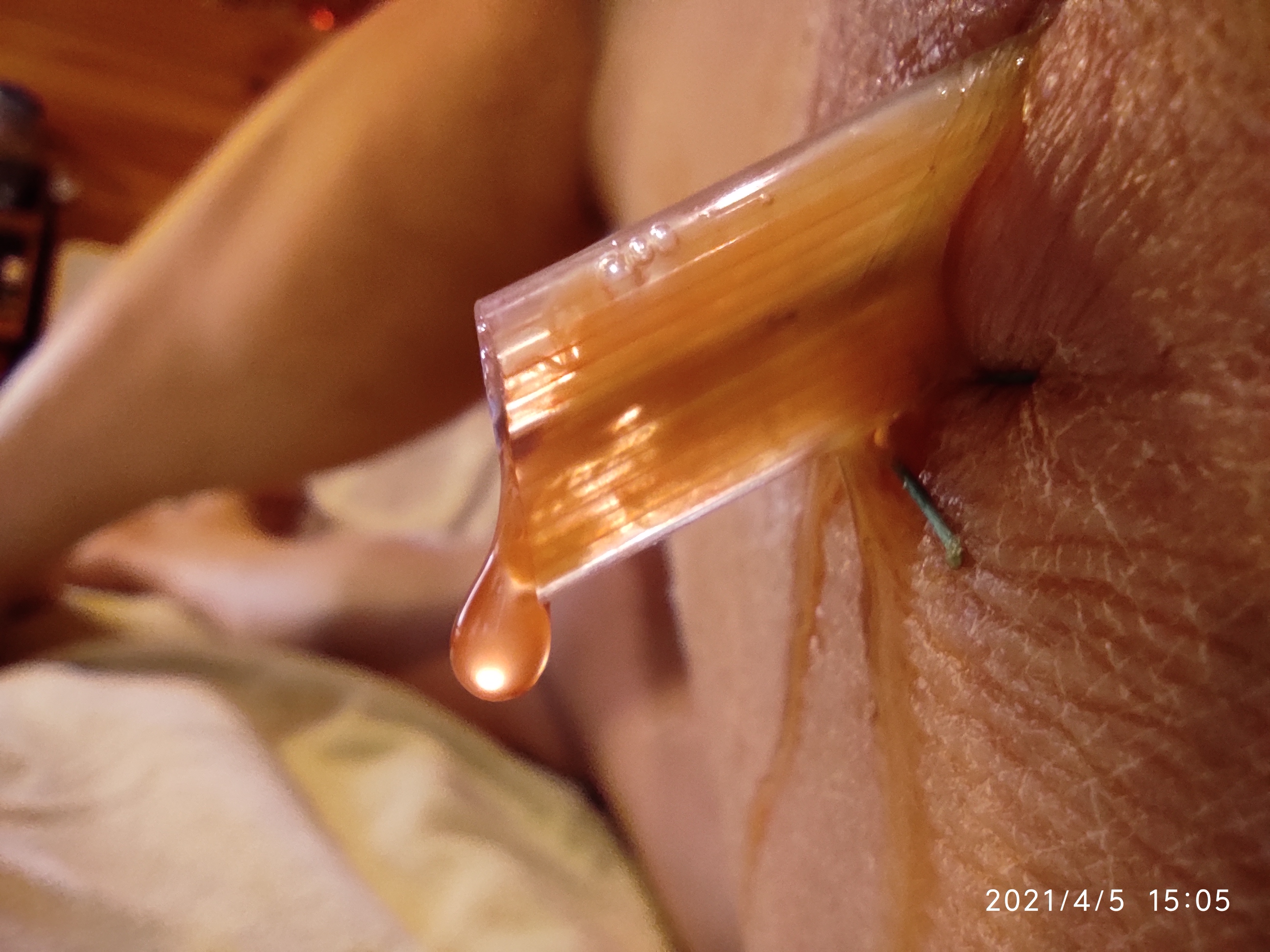
Дренаж рани — видно виділення рідини (ексудату)

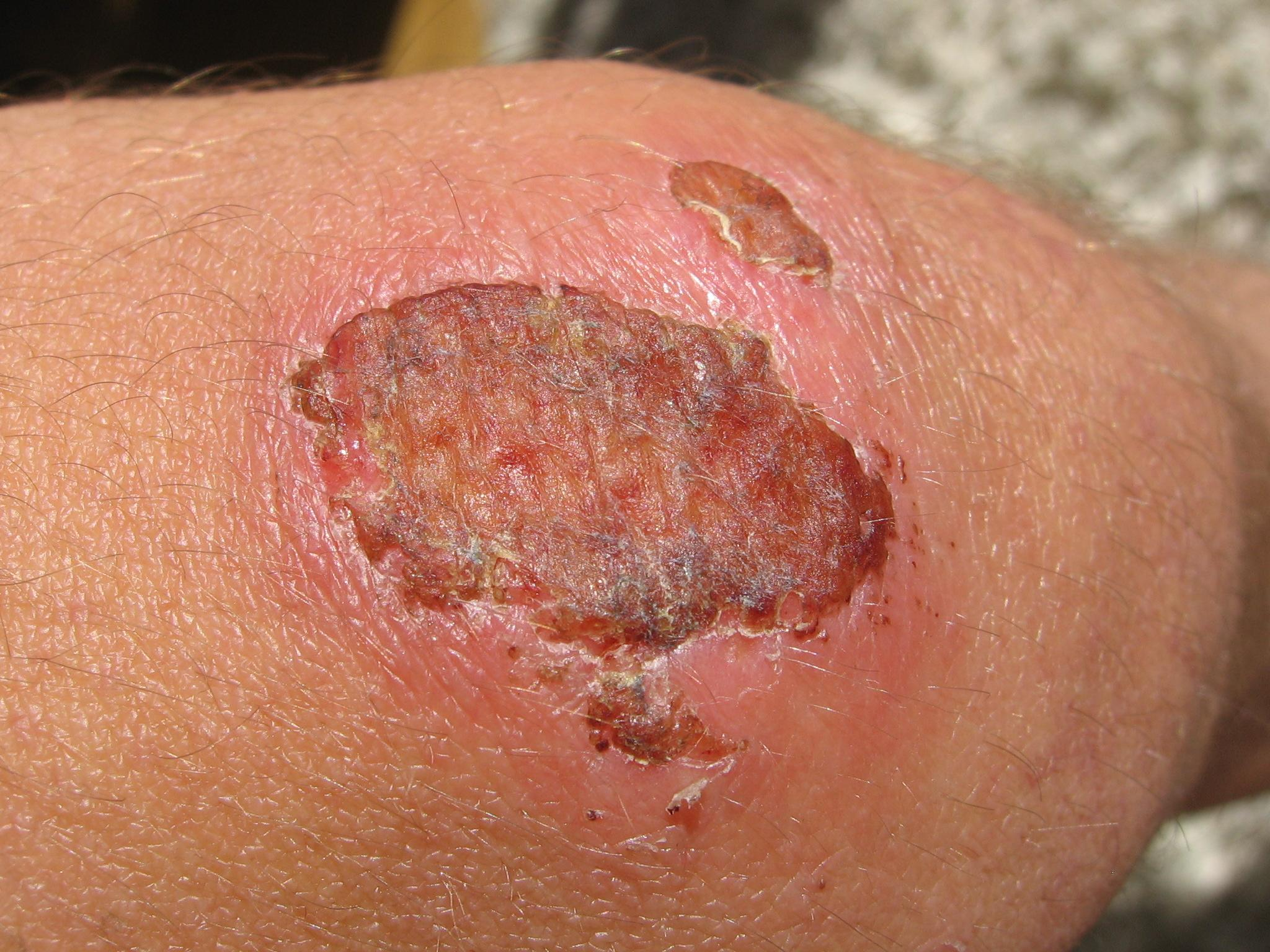
Струп на коліні. У більшості випадків така рана герметична та нормально загоюється без виділень. Але інколи струп слід зняти, щоб забезпечити відходження ексудату.

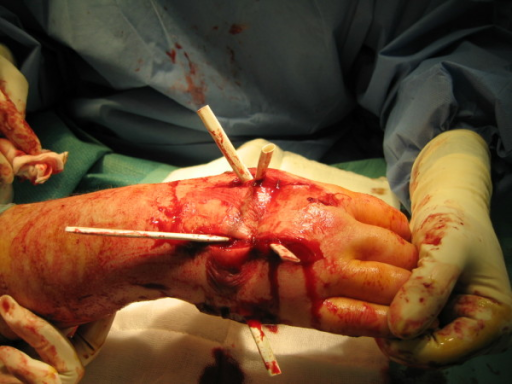
Встановлені пасивні дренажі для відходження раневого ексудату та зменшення набрякового стиснення (компартмент синдрому).

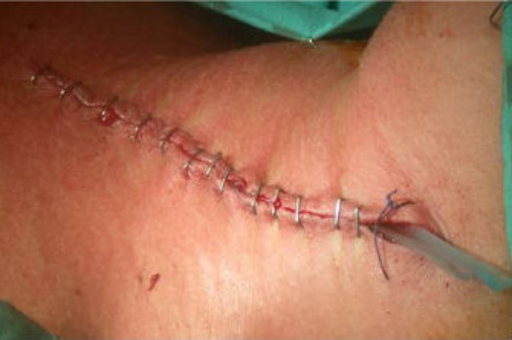
Пасивне дренування за рахунок встановленої трубки від крапельниці. Кінець трубки може приєднуватися до хірургічної рукавиці щоб мінімізувати забруднення ліжка.

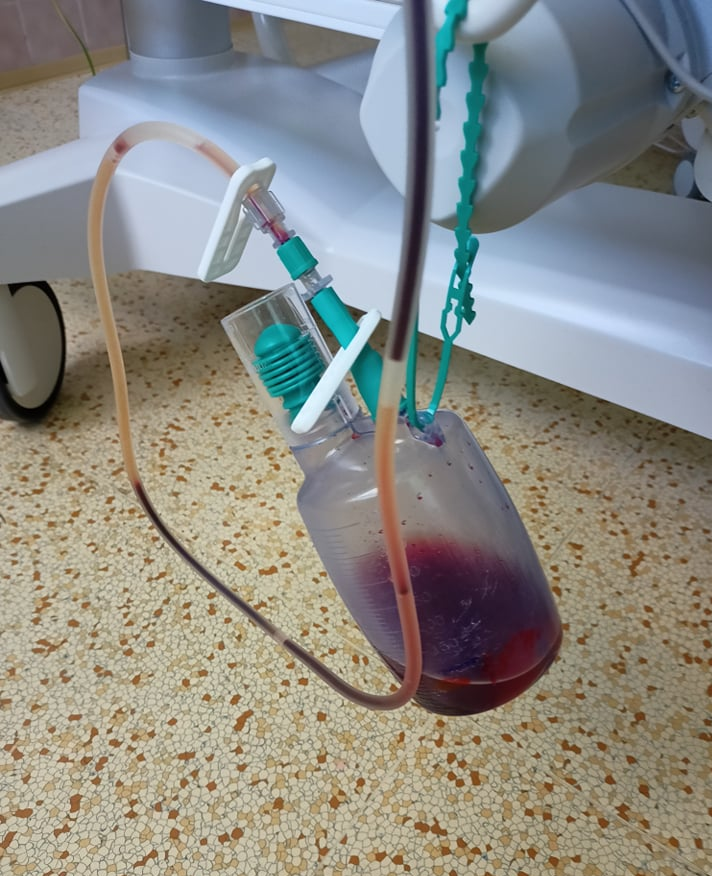
Раневий ексудат що збирається у спеціальному резервуарі

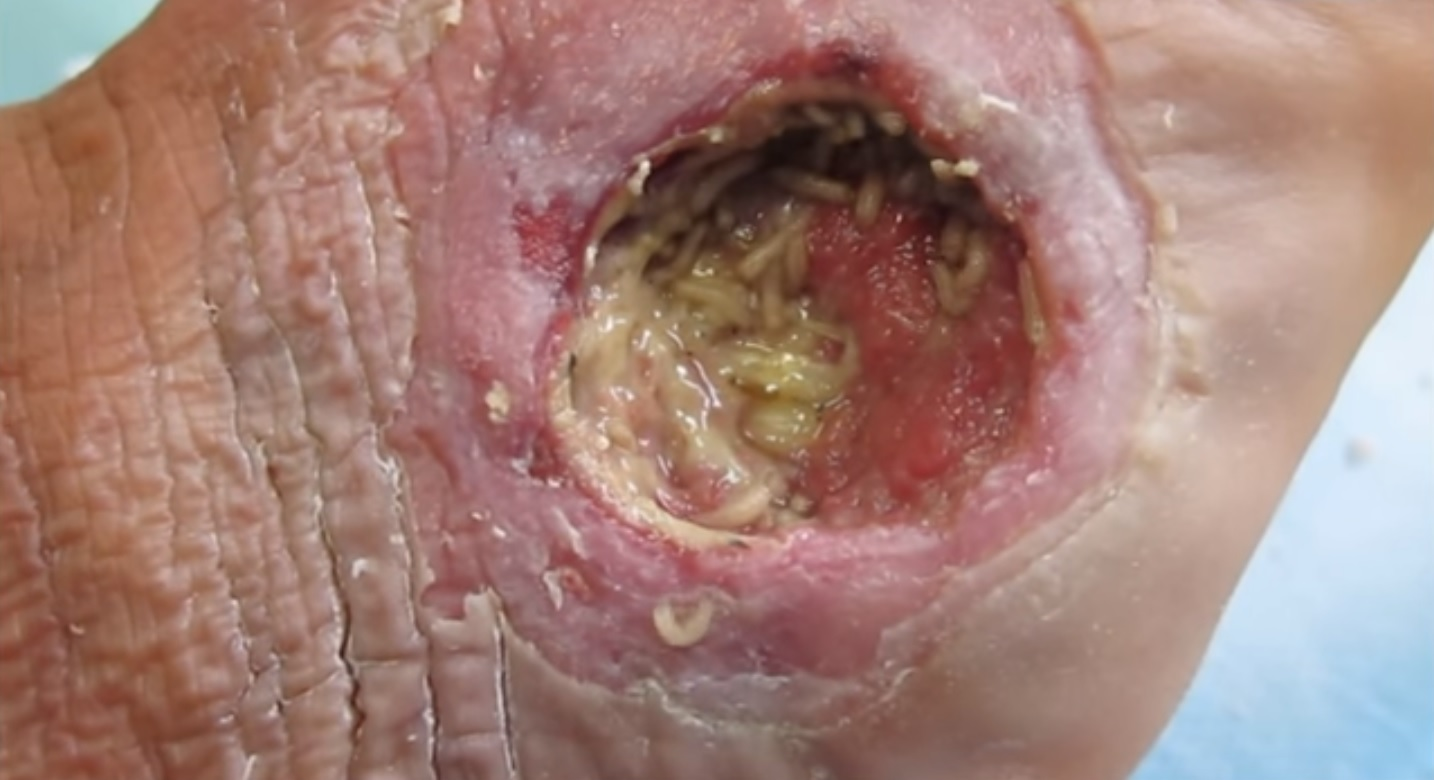
Личинкотерапія дозволяє швидше забрати змертвілі тканини рани, ексудат та прискорити очищення рани — на дні рани (більше зліва) видно гнійно-некротичний раневий ексудат (світло жовтий)

Рановий ексудат (англ. wound exudate) — рідкі виділення з рани назовні або у навколишні тканини. З початком загоєння вже на наступну добу з рани починає виділятись ексудат (рідкі виділення які часто містять кров, лімфу, залишки тканин, продукти розпаду мертвих тканин, бруд, гній та можливі живі мікроорганізми). Вміст та консистенція виділень залежить від стадії загоєння рани, інтенсивності розсмоктування змертвілих тканин або від її інфікування. Гарним правилом у лікуванні ран є надання вчасної можливості відходу ранового виділення та постійний догляд за чистотою рани, наприклад методом дренування.

## Первинне загоєння
Поверхневі поранення шкіри, слизової чи епідермісу внаслідок швидкого відкладення фібрину та гарного кровопостачання практично не утворюють ніяких виділень. Фібрин швидко покриває поверхню і виконує функцію своєрідного клею який розмежовує раневу поверхню та зовнішнє середовище. Зовні на шкірі це видно як коричневі бляшки, тоді як на слизових оболонках шлунково-кишкового тракту фібрин має білий колір. Кров, у випадку її виділення, часто вимиває з рани інфекцію та залишки бруду. Такому процесу можна допомогти обробляючи рану слабким розчином перекисом водню, фізіологічним розчином, або хоча б чистою водою.
Первинне заживлення відбувається коли рана не має багато втраченої тканини або не має значного пошкодження чи інфекційного забруднення — як приклад — невеликі подряпини, колоті рани, чисті порізи з рівними краями або гарно загоєнні післяопераційні рани.
Слід зазначити що у більшості випадків обробку чистої рани не бажано проводити агресивними антисептичними засобами, адже такі засоби сприяють руйнуванню та загибелі клітин оголених тканин які не пристосовані до агресивного середовища, що сприяє їхньому подальшому розчиненню, і, як наслідок, утворенню обширного раневого ексудату який потім може легко інфікуватися. Тобто, чисту рану не заливають агресивним спиртом або не менш агресивними йодом чи зеленкою.
Проблеми з адекватним кровопостачанням, повторними механічними пошкодженнями, намокання можуть сприяти вторинним інфікуванням рани яке розвивається під струпом — шкіркою фібрину. У такому випадку шкірку фібрину забирають та дають можливість рані «дихати», маючи на увазі що рановий вміст буде нормально відтікати а рана вже у наступні дні повторно покриється відкладеннями фібрину.

## Вторинне загоєння
Водянисті виділення більш імовірні коли швидке заживлення первинним натягом неможливе. Це трапляється коли відсутні значні об'єми тканин (дефекти тканини), коли тканини розчавлені чи рвані, коли відбуваються повторні інфікування або заживлення рани відбувається з розвитком грануляційної тканини — у такому випадку часто говорять про вторинне заживання рани.

## Набряк
Фактично будь-яке поранення призводить до набряку навколишніх тканин. Особливо набряк помітний при вторинному заживленні, коли рана інфікована. Такі набряки стискають дрібні судини, що тільки погіршує оксигенацію та процес заживлення — у такому випадку адекватне роздренування раневого ексудату є необхідною мірою для покращення мікроциркуляції.
Слід зазначити, що закрита не інфікована рана теж має виділення та набряк який у ряді випадків потрібно усунути. Незначний набряк при відсутності важких ушкоджень судин, нервів чи кісток не розкривають так як його розкриття може тільки додатково інфікувати рану — тоді очікують, що набряк розсмоктується самостійно.

## Догляд
Хірургічна рана, яка має виділення автоматично передбачає її догляд. Якщо рана незначна — догляд може зводитися до того, що змінюють пов'язку та слідкують за чистотою рани. У випадку глибокої рани потрібні додаткові хірургічні заходи щоб виділення могли відходити шляхом дренування.

### Зміна пов'язки
Туалет хірургічної рани передбачає зміни пов'язки — їх можуть змінювати як раз на декілька днів так і декілька разів на день залежності від обставин. Періодична зміна пов'язок є запорукою контролю виділень з рани та дає можливість вчасно оцінити темпи її заживлення.
Оскільки раневі виділення, містять залишки лімфоцитів залишки мікроорганізмів, лімфу, і, власне, самі мікроорганізми — цей поживний «бульйон» є сприятливим поживним середовищем для вторинної інфекції яка може розвиватися між пов'язкою та раною.
Туалет хірургічної рани передбачає зміни пов'язки — їх можуть змінювати як раз на декілька днів так і декілька разів на день залежності від обставин. Періодична зміна пов'язок є запорукою контролю виділень з рани та дає можливість вчасно оцінити темпи її заживлення.

### Дренування
Коли рана глибока, її власні виділення можуть спричинити склеювання поверхневих тканин, що сприяє герметизації рани та унеможливлює адекватне виведення ранового секрету. У такому випадку можуть застосовувати активне та пасивне дренування. Пасивне дренування ранового секрету передбачає його відходження під градієнтом власного тиску, сили гравітації, явища капілярності тощо; активне або примусове дренування — комплекс заходів який передбачає створення від'ємного тиску — наприклад застосування вакуумної терапії, встановлення вакуумних пляшок на трубчатих дренажах у які надходять виділення з глибоких ран. Активне дренування також може удосконалюватись промиванням. Вміст, кількість, колір, запах та консистенція виділень з рани часто дає можливість оцінити стан рани та подальші заходи щодо туалету рани.
Для дрібних та неглибоких ран у простому випадку дренажі можуть являти собою нарізані смужки хірургічних рукавиць, які встановлюються між стібками хірургічного шва та при перев'язках підтягують вверх щоб зруйнувати герметизацію рани, так і досить складні трубчасті дренажі, поставлені у великих кількостях.
У випадку лікування флегмон, глибоких абсцесів передбачається обширне дренування клітковинних просторів, підшкірної клітковини, судинно-нервових пучків для адекватного виведення гнійного ранового ексудату. Інколи рановий ексудат може піддаватися мікробіологічному обстеженню з метою ідентифікації збудників та підбору адекватної антибіотикотерапії.
Лохії та менструальні виділення по своїй природі є теж рановим ексудатом.

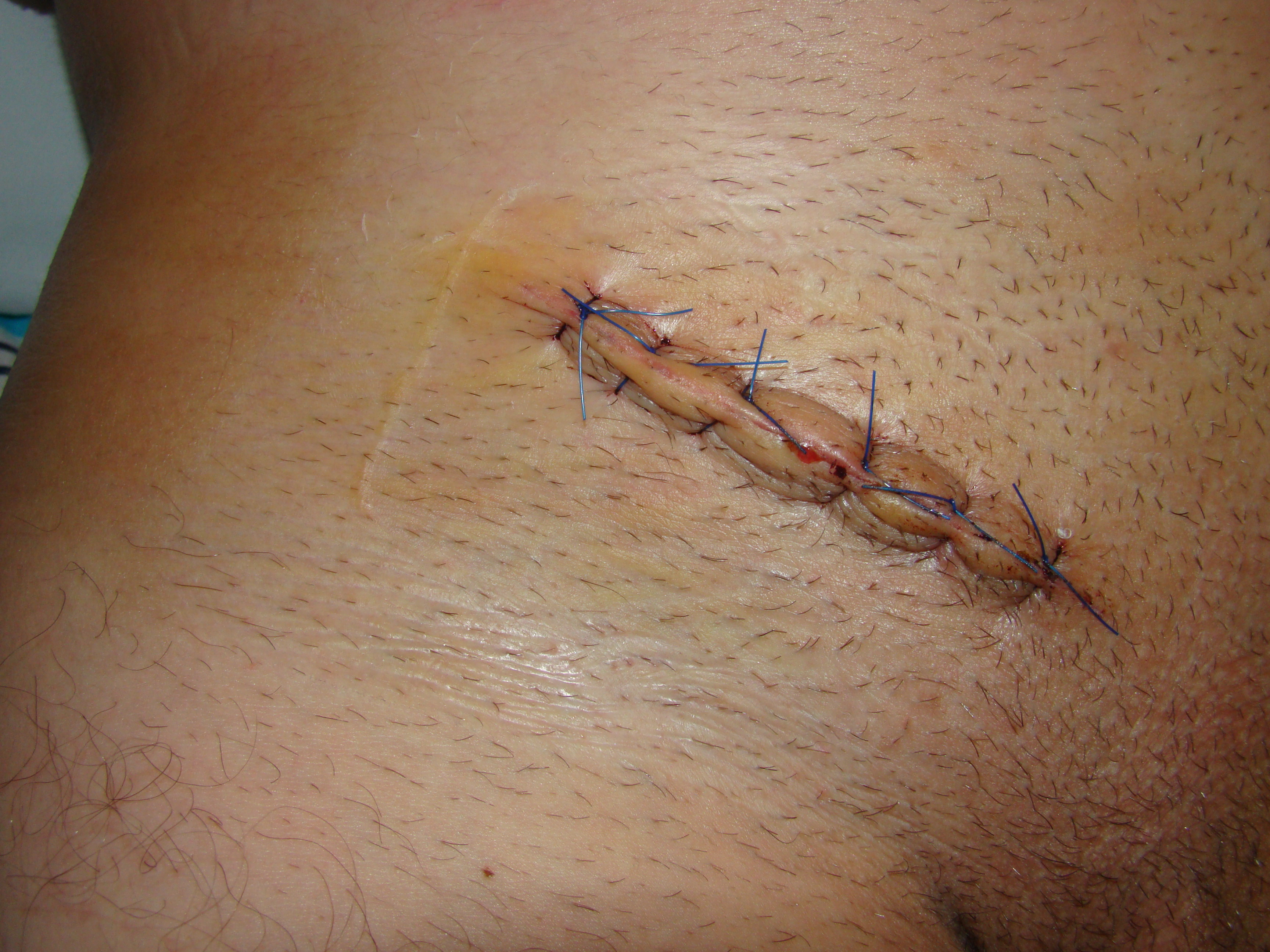
Чиста хірургічна рана після лікування пахвинної грижі яка не має виділень та не потребує дренування.